# Ханбалитский мазхаб
Ханбали́тский мазха́б (араб. المذهب الحنبلي‎, аль-маз̱хаб аль-х̣анбалӣ; приверженцы мазхаба называются ханбали́тами, араб. الحنابلة‎) — одна из четырёх каноничных правовых школ (мазхабов) в ортодоксальном суннитском исламе. Основателем-эпонимом мазхаба является Ахмад ибн Ханбаль — один из самых известных специалистов по хадисам.
Зародившись в Ираке, ханбалитский мазхаб в XI—XII веках получил распространение на территории Леванта, который стал «второй родиной» данной школы. Из Леванта ханбализм проник в Египет, где у власти стояли шииты-исмаилиты, а господствующей правовой школой был шафиитский мазхаб. Из-за неприятия монгольских завоевателей, к XIII веку ханбалиты в значительной мере растеряли своё влияние в мусульманском мире.
При жизни Ахмад ибн Ханбаль написал только один труд по мусульманскому праву, и развитием его учения занимались его сыновья и ближайшие ученики. Среди приверженцев ханбалитского мазхаба было множество выдающихся знатоков ислама, таких как Абу Бакр аль-Халлал, Ибн Акиль, Ибн аль-Джаузи, Ибн Таймия и др.
Ханбалитский мазхаб является самым малочисленным по числу приверженцев среди четырёх суннитских мазхабов. Догматическо-правовая школа ханбализма является официальной в Саудовской Аравии и Катаре, значительное число ханбалитов проживает на территории Объёдинённых Арабских Эмиратов, султаната Оман и других государств Персидского залива. Общины ханбалитов имеются в Ираке, Сирии, Египте, Палестине и Афганистане.

## Классификация
Мазхабом называются школы шариатского права в исламе. Исторически сложилась классификация правовых школ на «приверженцев хадисов» (асхаб аль-хадис) и «сторонников независимого суждения» (асхаб ар-рай). Аль-Мукаддаси, аш-Шахрастани, Ибн Хальдун и Ибн ан-Надим были едины в том, что ханбалитский мазхаб принадлежит к первой группе. Несмотря на это, историк и богослов Ибн Джарир ат-Табари (839—923) отказывался признавать ханбалитскую школу мазхабом, а Ахмада ибн Ханбаля — правоведом (факих).

## История

### Период формирования (855—944)

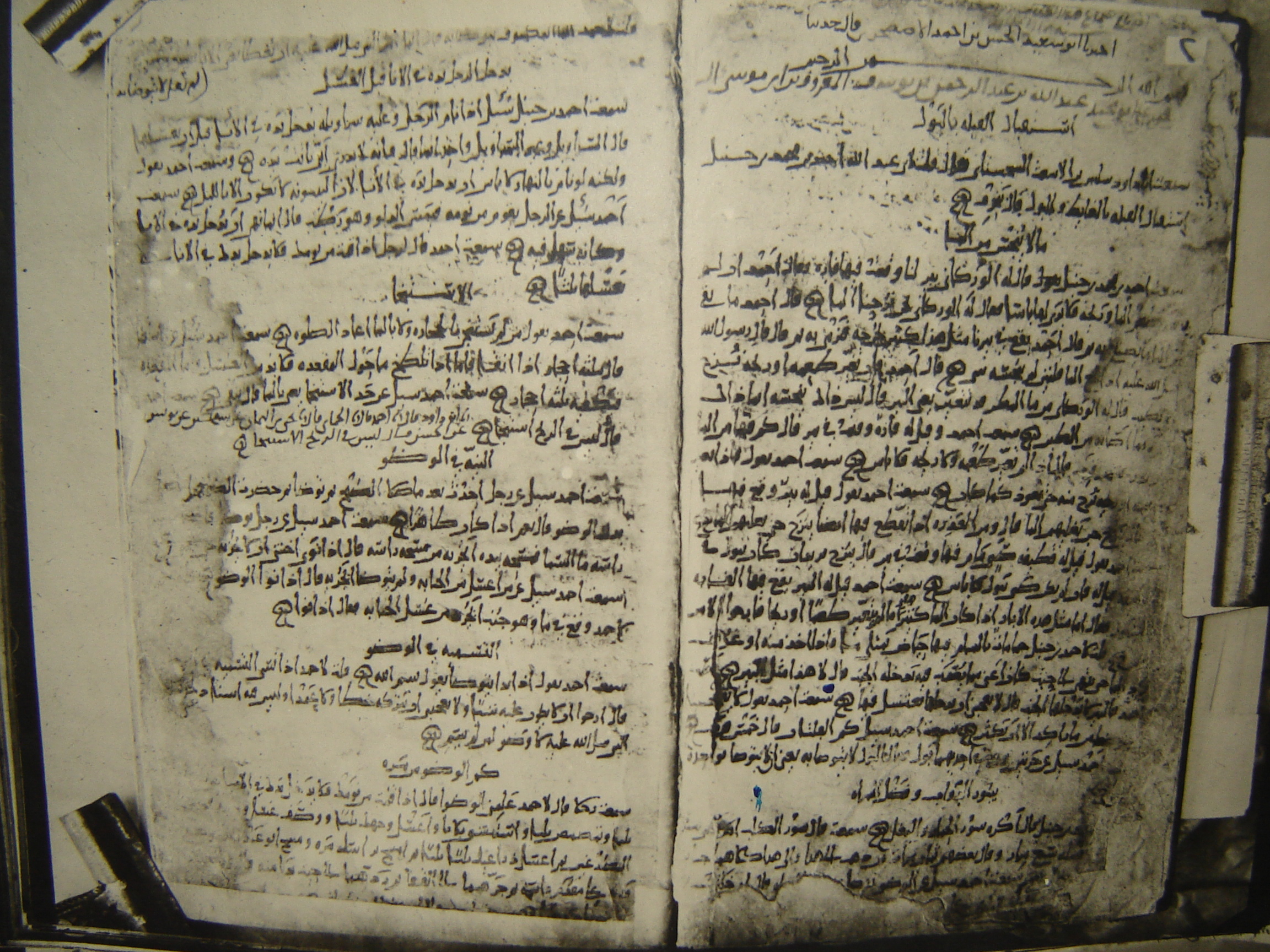
Правовые вопросы Абу Дауда к Ахмаду ибн Ханбалю (879 год). Одна из старейших мусульманских рукописей.

Первый этап формирования ханбалитского толка в мусульманском праве связан с Ахмадом ибн Ханбалем (780—855), заложившим основы этого мазхаба, и его непосредственными учениками (см. соотв. раздел), которые занимались собиранием его хадисов и юридических заключений (фетва). Ахмад ибн Ханбаль был рождён в Багдаде, но все источники указывают его родиной город Мерв (совр. Туркменистан), откуда его мать приехала будучи уже беременной. Его отец, скончавшийся вскоре после переезда в Багдад, был одним из вождей хорасанского войска Аббасидов и происходил из арабского племени шайбан.
Ахмад ибн Ханбаль является одним из самых известных специалистов по мусульманским преданиям — хадисам. Ещё при жизни он был признан одним из наиболее авторитетных систематизаторов суннитского ислама, за ним закрепилось прозвище «спасителя» религии от нововведений (бид‘а). Некоторые исследователи (Йозеф Шахт, Н. Дж. Коулсон) считали отправной точкой ханбалитского мазхаба составление Ахмадом ибн Ханбалем сборника хадисов «Муснад», хотя, возможно, что он отбирал хадисы согласно уже сформировавшимся взглядам на фикх.
В ходе странствий, которые длились до 816 года, Ахмад ибн Ханбаль обучался у большого количества улемов того времени. Его первым наставником в 795 году стал багдадский мухаддис Хушайм ибн Башир ас-Сулами (ум. 799). Во время обучения у ас-Сулами Ибн Ханбаль написал несколько трудов: «Китаб аль-хаджж» («Книга паломничества»), часть «Тафсира», «Китаб аль-када» («Книга предопределения»). Затем он посетил Куфу, Басру, Мекку, Медину и Дамаск. Последним и самым дальним его путешествием стала поездка в Сану к известному хадисоведу Абд ар-Раззаку.
Ядром учителей Ибн Ханбаля являются 25 человек, которые также были наставниками ближайших сподвижников основателя мазхаба. В «Табакате» Ибн Абу Йалы 7 людей из этого ядра даже были причислены к ханбалитам. Все они были представителями поколения мухаддисов Ирака и Хиджаза VIII — начала IX веков. Это ещё раз доказывает близость и взаимовлияние традиционалистских школ этих регионов, которую отмечал Игнац Гольдциер. Учителя Ахмада ибн Ханбаля были широко известны и даже имели влияние при дворе халифа. Среди них: Исмаил ибн Улайя, Суфьян ибн Уяйна, Али ибн аль-Мадини, Яхья ибн Маин, Ваки ибн аль-Джаррах, Исхак ибн Рахавейх, Язид ибн Харун.
В конце VIII — начала IX веков обостряются споры между мусульманскими богословами-традиционалистами и мутазилитами. В этот конфликт вмешивается Аббасидский халиф аль-Мамун, который в 822—833 годах тайно пытается навязать мутазилитское учение традиционалистам. Ключевым вопросом дискуссий между мутазилитами и традиционалистами становится вопрос о сотворённости Корана. В 827 году аль-Мамун публично признаёт Коран сотворённым, а в 833 году инициирует беспрецедентное испытание (михна) богословов с целью навязать им мутазилитскую концепцию. После первой провальной попытки устроить михну аль-Мамун приказывает наместнику Ирака отправить к нему в Тарсус семь видных богословов Багдада, среди которых трое близких к Ибн Ханбалю богословов: Яхья ибн Маин, Исмаил ибн Масуд и Ахмад ад-Даураки. Все они под угрозой пыток признают тезис о сотворённости Корана.
После первого успеха халиф приказывает наместнику Ирака самостоятельно провести михну в Багдаде. После трёх недель испытаний группы из 20 человек самыми стойкими из них оказываются Мухаммад ибн Нух аль-Мадруб (ум. 933) и Ахмад ибн Ханбаль. Их заковывают в кандалы и отправляют в Тарсус к халифу. По пути приходит весть о смерти аль-Мамуна и Ибн Ханбаля возвращают в Багдад, где год держат в тюрьме. Разными уловками его пытаются заставить отказаться от своих убеждений. Во дворце халифа в течение 2 дней новый халиф аль-Мутасим и верховный судья Ибн Абу Дуад пытаются сломить Ибн Ханбаля. На третий день его бичуют. Из-за боязни огромной толпы, которая собралась возле дворца, бесчувственного Ибн Ханбаля отправляют домой.
До михны Ахмад ибн Ханбаль являлся не более чем одним из известных богословов. Поворотным моментом становится его решение противостоять самому халифу. Пройдя все испытания, он создаёт прецедент успешного сопротивления верховной власти. Появляются множество легенд, в которых очевидна поддержка Ибн Ханбаля самим Аллахом. После прихода к власти халифа аль-Мутаваккиля, покончившего с михной, Ахмада ибн Ханбаля начинают сравнивать с праведным халифом Абу Бакром. Он становится одной из центральных фигур традиционалистского богословия и лидером консервативных суннитов Багдада.
Ибн Ханбаль отличается от других правоведов тем, что не изложил своё правовое учение в письменном виде и при жизни запрещал делать это другим. Единственной его работой по фикху является книга о ритуальной молитве. Записью, редактированием и передачей практически всех сочинений Ибн Ханбаля занимались его ученики и последователи, что позволяет считать сочинения периода раннего ханбализма плодом коллективного труда.
Второй этап формирования связан с Абу Бакром аль-Халлалом (ум. 923), который занялся дальнейшей систематизацией ханбалитского мазхаба. Также свой вклад в систематизацию мазхаба внесли Абу Хатим ар-Рази (ум. 890) и Абу Бакр ас-Сиджистани (ум. 928). Аль-Халлала можно справедливо назвать основателем ханбализма, ибо именно он сделал решительные шаги по сбору юриспруденции эпонима школы, написал биографический словарь ханбалитов и обучил новой доктрине своих учеников. Обновлённый мазхаб постепенно сменил «старый» ханбализм, который не смог стать серьёзным соперником в долгосрочной перспективе.
Абу-ль-Касимом аль-Хираки (ум. 945) был написан «Мухтасар» — одно из самых ранних руководств по ханбалитскому праву, остававшееся стандартным текстом среди последователей школы вплоть до XIII века. Многие ведущие ханбалитские правоведы написали комментарии к этому труду.

### Буидский период (945—1061)
Буиды, захватившие Багдад в 945 году и сделавшие аббасидского халифа своим вассалом, были сторонниками шиитов и мутазилитов, с которыми враждовали ханбалиты. Посредством преподавания и публичных выступлений ханбалиты активно пропагандировали традиционалисткое учение. Халиф аль-Кадир, опираясь на ханбалитских богословов и их отряды милиции (’аййарун), сумел организовать независимую от Буидов религиозную полицию в Багдаде.
В 1018 году халиф опубликовал «Кадиритский символ веры», вдохновлённый ханбалитским учением, который пытался сделать стандартным для ортодоксальных мусульман. Этот документ является первым в своём роде и неоднократно читался публично на протяжении XI века. Альянс халифа аль-Кадира и его преемника аль-Каима с консервативными ханбалитами привёл к насилию между суннитскими и шиитскими милициями Багдада.
Несмотря на то, что Багдад был родиной ханбалитского мазхаба, этой школе не удалось стать главенствующей в этом городе, ибо до этого там закрепился ханафитский мазхаб, который был официальной правовой школой в Аббасидском халифате. Один из периодов расцвета ханбалитского мазхаба в Ираке связан с Абу Йала аль-Фарра (ум. 1066), который занимал пост верховного шариатского судьи (кади) Багдада и Харрана во время правления халифа аль-Каима (1001—1075). Также в этот период существенный вклад в развитие мазхаба сделали Ибн Батта (ум. 997) и Ибн Хамид (ум. 1012 или 1013). Труд «аль-Ибана», написанный Ибн Баттой, в течение многих веков оставался источником для вдохновения и руководством для ханбалитов.
В течение всего Средневековья ханбалиты, как приверженцы суннитского «правоверия», не раз становились во главе массовых городских движений. По сообщениям Ибн аль-Асира, ханбалиты Багдада нападали на чиновников и простолюдинов, выливали найденное вино, избивали певиц и разбивали музыкальные инструменты, препятствовали купле-продаже запретного (харам), запрещали мужчинам и женщинам ходить вместе. Если они видели что-то подобное, то избивали провинившегося и везли к блюстителям порядка, где свидетельствовали против обвиняемого.

### Поздний аббасидский период (1061—1258)
В XI веке началась междоусобица между ханбалитами и ашаритами, которая стала наиболее ранним эпизодом противостояния между мазхабами. Также имели место распри ханбалитов багдадского квартала Баб аль-Басра с шиитами квартала Карх, которые начались ещё в первые годы правления Буидов. Кульминацией этого противостояния стал разгром фанатичными ханбалитами кладбища курайшитов в 1051 году.
Хотя до прихода к власти сельджуков ханбалиты сделали многое для расширения своего влияния, именно после падения Буидов они добились наибольших успехов в Багдаде. Это было время первых трёх сельджукидских султанов: Тогрул-бека, Алп-Арслана и Мелик-шаха. Такие влиятельные визири того периода, как Ибн Хубайра (ум. 1165) и Ибн Юнус (ум. 1197) были ханбалитами.
К концу правления Мелик-шаха в 1085 году возобновились стычки между ханбалитами Баб аль-Басры и шиитами Карха. В 1089 ханбалиты подняли восставние против администрации Багдада и кархских шиитов. Испугавшийся халиф был вынужден призвать в город войска мазйадита Сайф ад-Даулы, который нанёс ханбалитам поражение, от которого они не смогли оправиться.
В период правления халифа аль-Мустади (1142—1180) ханбалитский мазхаб стал господствующим в столице халифата. Ханбалит Ибн аль-Джаузи, пользовавшийся авторитетом при дворе, в это время стал самым влиятельным человеком Багдада и возглавлял пять медресе. Это вызвало недовольство со стороны представителей других мазхабов. После смерти аль-Мустади начался закат карьеры Ибн аль-Джаузи и вскоре он был заключен под стражу. Ханбалитский визирь Ибн Юнус был арестован, а его место занял шиит Ибн аль-Кассаб.
В период расцвета ханбализма в Багдаде жили и трудились такие выдающиеся представители этой школы, как аль-Калвазани (ум. 1116) — автор высоко почитаемого руководства по ханбалитскому фикху «аль-Хидая»; Ибн Акиль (ум. 1119) — плодотворный мыслитель, чьи труды охватили и правоведение, и богословие; Абдуллах аль-Ансари (ум. 1088) — мистик из Герата, чьи произведения стали классикой суфизма; Абдул-Кадир аль-Джилани (ум. 1165) — мистик и правовед персидского происхождения, чьё влияние среди суфиев ощущается в течение многих столетий после его смерти; Ибн Кудама (ум. 1223) — автор важнейшего сборника ханбалитского права «аль-Мугни», который был предметом тщательного изучения и в Османский период.
Из Ирака ханбализм распространился в города Леванта (XI—XII век), который считается «второй родиной» ханбалитов. Распространение мазхаба в Леванте связано с деятельностью Абу-ль-Фараджа Абд аль-Вахида аш-Ширази и представителей семей Аль Кудама и Аль Муфлих. В результате внутренних разногласий и стремительных изменений в политике, в конце XII — начале XIII веков начался процесс медленной и постепенной маргинализации ханбалитов. После падения Багдада в 1258 году ханбализм сильно ослаб, а задолго до прихода монголов центром ханбалитов начал становиться Дамаск. Из-за неприятия монгольских завоевателей ханбалиты к XIII веку в значительной мере потеряли влияние в мусульманском мире.
Примерно в XII веке ханбалитский мазхаб начал распространяться в Египте, где уже господствовали другие суннитские школы. По словам ас-Суюти, столь поздний приход ханбализма на земли Египта объясняется тем, что этому мешали шииты-исмаилиты, которые до этого правили Египтом.

### Постаббасидский период (XIII—XX века)

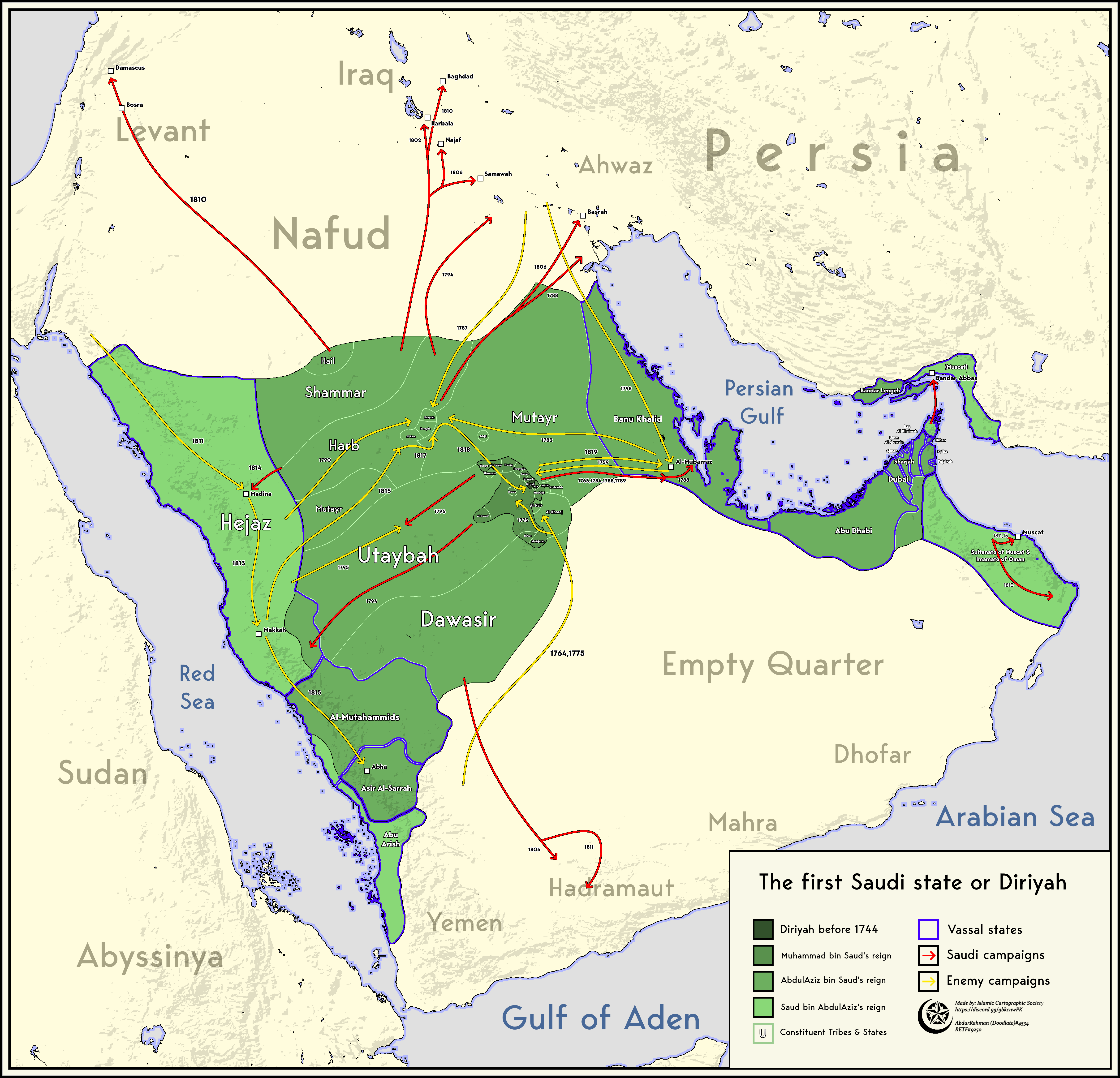
Дирийский эмират (1727—1818) — первое Саудовское государство.

Во времена суннитов Айюбидов ханбалитский мазхаб, ровно как и ханафитский мазхаб, не получили особого распространения в Египте. Сирия и Палестина под властью мамлюков, сменивших Айюбидов, стали центром активной деятельности ханбалитов. Возвышение ханбалитского мазхаба в период ранних мамлюков связано с именем Ибн Таймии, его ученика Ибн Каййима и ученика Ибн Каййима Ибн Раджаба. Критика Ибн Таймии Аристотелевской логики, возможно, является самым значительным произведением Средневековья, которое в последнее время стало объектом тщательного исследования.
Ситуация в Египте изменилась, когда мамлюкский султан Бейбарс I назначил четырёх верховных шариатских судей (кади) от каждого суннитского мазхаба (1266 год), однако ведущую роль в Мамлюкском государстве всё равно играл шафиитский мазхаб, а затем уже все остальные школы. Первым ханбалитским кадием Египта стал Мухаммад ибн Ибрахим аль-Джаммаили аль-Макдиси (ум. 1277), а период расцвета ханбализма пришёлся на время судейства Муваффак ад-Дина аль-Хаджжави (1292—1367).
С XIV века начался упадок ханбалитского мазхаба в Леванте. По словам Ибн Бадрана ад-Димашки (ум. в 1927 году), многие приверженцы ханбалитского мазхаба стали следовать официально признанным школам, чтобы получить возможность занимать государственные должности.
После завоевания Египта Османской империей государственным мазхабом стала ханафитская школа. К XX веку количество ханбалитов в Египте сильно уменьшилось: 1906 году из 312 шейхов университета аль-Азхар и 9069 студентов только три шейха преподавали по ханбалитскому мазхабу и лишь 28 студентов обучалось у них.
В новое время идеи ханбалитов об «обновлении» ислама посредством обращения к сунне Мухаммеда были возрождены представителями религиозного реформаторства в лице ваххабитов. Распространение ханбализма в оазисах Неджда — явление феноменальное. Оторванная от Ближнего Востока Центральная Аравия по уровню общественного устройства недалеко ушла от Хиджаза во времена зарождения ислама, и ханбализм, признававший в принципе только ранний ислам, в целом удовлетворял потребности центральноаравийского общества XVIII века.
Благодаря хаджу, на который ежегодно собираются мусульмане всего мира, ханбализм значительно повлиял на исламские возрожденческие и реформаторские движения в Египте, Сирии, Индонезии и некоторых частях Южной Азии. Модифицированное ханбалитское учение было воспринято радикальными исламистами во многих частях мира. Идеи ханбализма повлияли на реформаторское движение салафитов.
На сегодняшний день ханбалитский мазхаб является официальной доктриной в двух странах — Саудовской Аравии и Катаре.

## География и численность

В Саудовской Аравии
и Катаре
официальной доктриной является ханбалитский мазхаб.

По словам Ибн Хальдуна (XIV век) в его «Мукаддиме», малочисленные ханбалиты получили наибольшее распространение на территории Леванта и Ирака (Багдад и его окрестности). Некоторое влияние ханбалиты имели в городах Мавераннахра и в Египте, особенно во времена Ибн Таймии. После XIV века у ханбалитского мазхаба стало ещё меньше последователей, но появление ваххабитов в XVIII веке привело к возрождению школы (хотя многие ханбалитские улемы не поддержали Ибн Абд аль-Ваххаба).
Имеются различные сведения о численности последователей ханбалитского мазхаба в прошлом. Так, на страницах американского журнала The World’s Work (редакторы: Уолтер Х. Пэйдж и Артур В. Пэйдж) утверждалось, что ханбалиты составляют 7 из 221 миллиона суннитов (1915). Христианский миссионер Льюис Б. Джонс в своей книге The People of the Mosque писал о 6 млн последователях «почти исчезнувшей» школы Ибн Ханбаля (1959). В труде Мохаммада Абдур-Рахман Хана, изданном в том же году (1959), сообщается о 3 млн ханбалитов. Такие же сведения приводятся на страницах издания Islamic Culture (1957) Мармадьюка Пиктхолла и Мухаммада Асада. В более поздней книге Майкла Томкинсона The United Arab Emirates (1975) приводится цифра в 5 млн ханбалитов. Что касается численности непосредственно в самой Саудовской Аравии, то в книге Islam and Conflict Resolution (Р. Х. Салми, С. А. Маджул, Дж. К. Танхем, 1998) говорится об 1,68 млн ханбалитов-ваххабитов в стране (по данным Всемирного банка, общее число жителей в стране тогда составляло 19,88 млн человек).
В Саудовской Аравии и Катаре, официальной доктриной которых является ханбалитский мазхаб, продолжается демографический взрыв, начавшийся в 1970-е — 1980-е годы. Совокупное население двух стран на данный момент составляет более 36 млн человек (2018). Правда, доподлинно неизвестно, какая часть населения этих стран причисляет себя к последователям школы Ибн Ханбаля — в официальных статистических данных не учитывается религиозная принадлежность жителей. По приблизительным данным, около 90 % саудовцев и 67,7 % катарцев являются суннитами, среди которых есть не только ханбалиты, но и последователи трёх других мазхабов — маликитского, шафиитского и ханафитского.
Также плодородной почвой для распространения ханбализма стали консервативные эмираты Рас-эль-Хайма и Шарджа в составе ОАЭ, находящиеся под управлением выходцев из рода Аль-Касими. Помимо упомянутых стран, общины представителей этой школы имеются в Кувейте, Бахрейне и Омане (Джаалан, регион Эш-Шаркия). Незначительное число ханбалитов живёт в Ираке, Сирии, Египте, Палестине и Афганистане.

### Причины малочисленности ханбалитов
Относительно малое число последователей ханбалитского мазхаба по сравнению с остальными суннитскими школами и даже отсутствие таковых в некоторых мусульманских регионах объясняется несколькими причинами:
- ханбализм сформировался позднее других мазхабов и ко времени его появления большая часть мусульман уже причисляла себя к определённому мазхабу[16][34];
- до прихода Саудитов к власти в Аравии на протяжении всей мусульманской истории ни одно государство на официальном уровне не поддерживало ханбалитский мазхаб[16] (в то время как правители Магриба и мусульманской Испании поддерживали маликитов, Аббасидский халифат, сельджукиды, зангиды и Османская империя поддерживали ханафитов, а Айюбиды и Мамлюки — шафиитов)[34];
- подавляющее большинство ханбалитских богословов и правоведов не стремилось к государственной службе и всячески сторонилось политических интриг[34];
- ханбалитский мазхаб отличается от других школ крайней степенью консерватизма, которое иногда принимало весьма радикальные формы[16].

## Вероучение
В отличие от других суннитских мазхабов, ханбализм возник как религиозно-политическое движение, а затем уже оформился в догматико-правовую школу. Он сформировался во время острого социально-политического кризиса в Аббасидском халифате в IX веке, когда признание принципа мутазилитов о «сотворённости Корана» стало тестом на лояльность к правящему халифу аль-Мамуну. Ахмад ибн Ханбаль отказался соглашаться с этим тезисом и стал жертвой т. н. михны.
Ханбалитская идеология изложена в акидах — «символах веры», которые были типичны для религиозно-правовых школ того времени. Самыми важными из них являются 6 акид, принадлежащих перу Ахмада ибн Ханбаля. «Акидой № 1» называется труд «Китаб ас-Сунна», «акидой № 2» — самая короткая акида, переданная аль-Хасаном ибн Исмаилом ар-Рабаи, «акидой № 4» — небольшой труд «Сифат аль-Мумин», «акидой № 6» — письмо басрийцу Мусаддаду ибн Мусархаду, написанное во времена михны. Помимо перечисленного, есть и другие сочинения Ибн Ханбаля, посвящённые различным аспектам идеологии ханбализма. В «Опровержении джахмитов и зиндиков» Ибн Ханбаль с многочисленными ссылками на Коран и сунну объясняет сущность проблемы божественного бытия и происхождения Корана, критикует мутазилитские взгляды.
Ханбалиты отрицали любые нововведения в области вероучения и права. Ханбализм выразил взгляды наиболее консервативной части мусульманского общества (ахль аль-хадис), которые видели угрозу в распространении рационалистических идей калама. Противниками ханбалитов оказались все доктрины и учения, основанные на разуме. Ханбалит аль-Барбахари писал: «Знай, безбожия, неверий, сомнений, осуждаемых новшеств, заблуждений в вере не было бы, если бы не калам».
Когда в VIII веке из-за влияния христианских учений среди мусульманских богословов возникли споры о природе и атрибутах Аллаха, ханбалиты вместе с захиритами стали настаивать на буквальном понимании «антропоморфистских» аятов Корана. Другие школы потребовали слепой веры в Коран без каких-либо разъяснений. Сторонников буквального понимания стали называть «мушаббихитами» («уподобляющие»), признавших божественные атрибуты — «сифатитами», а отрицавших наличие атрибутов у Аллаха мутазилитов — «му’аттилитами» («лишающие», «отрицающие»).
Идеологи ханбалитского мазхаба выдвинули идею очищения религии через обращение к сунне пророка Мухаммеда как к авторитетному источнику исламского вероучения. Ранние ханбалитские сочинения отразили важный этап развития концепции сунны, которую они объявили тафсиром Корана (ас-сунна туфассиру-ль-Кур’ан). Они подняли авторитет хадисов почти до уровня текста Корана, утверждая, что их необходимо принимать на веру, исходя из принципа би-ла кайфа (не задавая вопроса «как?»). Ханбалиты объявили сунну главным критерием определения истинности веры мусульманина.
В IX—X веках ханбалиты одними из первых систематизировали традиционалистское вероучение. Ими был создан ряд разных по жанру работ по акиде, хадисоведению, а также специальные богословские сочинения и сборники суждений ханбалитских авторитетов. В них была представлена традиционалистская доксография, рассматривались ключевые вопросы социально-политической организации общества, излагались общие и частные положения традиционалистской интерпретации основ веры и права, истории мусульманской общины. В отличие от мутазилитских догматов, носивших элитарный характер и ориентированных на образованную часть общества, для ханбалитов были характерны простота и доступность догматических представлений. Ханбалиты выступили против как буквального (’аля захирихи), так и аллегорического толкования Корана и сунны.
В политическом плане учение Ахмада ибн Ханбаля, согласно ортодоксальным нормам ислама, проповедует терпимость к власть имущим, даже если правитель мусульман является явным нечестивцем и грешником. Он призывал к воздержанию от публичной критики халифов и от восстания против них, ибо обратное могло привести к неприемлемому расколу в мусульманском обществе и анархии в государстве. Представители ханбалитского мазхаба осуждали участие в смутах (фитна), и считали, что для восстановления порядка лучше всего выступить с наставлением (насиха) перед её руководителями и рядовыми членами. Ахмад ибн Ханбаль верил в то, что дистанцированность от правителей является путём для сохранения моральной и духовной чистоты. Из пяти сотен его учеников, только один Ахмад ибн Наср аль-Хузаи (ум. 845) был замечен в политической деятельности. Впоследствии была разработана теория о качествах имама мусульман и о его функциях, но вопрос о природе его власти оставался предметов дискуссий. Государство не рассматривалось ханбалитами как отдельный институт, имеющий свои права и авторитет.
Ханбалиты были сторонниками безусловности божественного предопределения, тем не менее считали, что вера человека зависит от совершённых им благих деяний. В отличие от суфийского «упования на Аллаха» (таваккуль), ханбалиты предписывали добывать «хлеб насущный» любыми дозволенными способами.

## Отношения с другими школами и течениями

### Отношения с мутазилитами
Противостояние Ахмада ибн Ханбаля и мутазилитов началось во времена правления аббасидского халифа аль-Мамуна (786—833). Михна («инквизиция») продолжалась вплоть до смерти халифа аль-Васика (811—847) и была поддержана не только рационалистами из числа мутазилитов, мурджиитов и зейдитов, но и квазирационалистическими кругами шафиитских и ханафитских правоведов. Мутазилиты называли ханбалитских буквалистов «демагогами» и «отбросами общества», которые отказались от рациональных обоснований и сложных экстраполяций и впали в антропоморфизм. Мутазилит аль-Джахиз в своей сатирической «Книге о скупых» уподоблял поведение ревностных к религии ханбалитов, осуждающих мирские желания, с поведением скряг. Ханбалиты же в свою очередь называли мутазилитов еретиками и зиндиками из-за сходства их взглядов со спекулятивной теологией манихейских мыслителей V—VI веков.
После восшествия на престол аль-Мутаваккиля (821—861) гонения обернулись уже против самих мутазилитов и достигли пика при халифе аль-Кадире (947—1031), который запретил преподавание и даже разговоры о мутазилитском учении. Люди стали отказываться от мутазилитских воззрений не столько из-за потери статуса государственной доктрины, сколько из-за роли мутазилитов в гонениях на Ахмада ибн Ханбаля и недоступности их рационалистических идей для понимания широким населением.

### Отношения с ашаритами
Несмотря на то, что Абуль-Хасан аль-Ашари с уважением относился к Ахмаду ибн Ханбалю и даже называл себя ханбалитом (на самом деле он был шафиитом), ханбалиты испытывали особую неприязнь к ашаритам, которые пытались скрестить мутазилитскую рационалистическую философию с исламскими догматами. Всех буквалистов, в числе которых были ханбалиты, удивлял подход ашаритов, избежавших мутазилизма, но не нашедших в себе смелости вернуться к первоисточникам — буквальному тексту Корана и сунне.
Ханбалиты изгнали из Сиджистана известного хадисоведа Ибн Хиббана (ум. 965) за то, что тот «отрицал границу у Аллаха». Ибн аль-Джаузи и Ибн Касир сообщают, что в 1055 году ашариты Багдада не могли посещать пятничные и обычные коллективные молитвы в мечетях из-за боязни ханбалитов. Об этой же смуте упоминает Ибн Хальдун.
В XI веке имел место один из первых эпизодов противостояния ханбалитов и ашаритов, который был назван ханбалитами (Ибн Раджаб, Ибн аль-Джаузи) «фитной Ибн аль-Кушайри», а ашаритами (ас-Субки) — «фитной ханбалитов». Абу Наср ибн аль-Кушайри (сын Абдул-Карима аль-Кушайри) был выдающимся ашаритским богословом, в 1076 году он обосновался в багдадской Низамии, где стал ругать ханбалитов и обвинять их в антропоморфизме (таджсим). Его поддержали Абу Саад ас-Суфи и Абу Исхак аш-Ширази. Было написано письмо визирю Низам аль-Мульку, где они просили о помощи против ханбалитов. Группа последователей аль-Кушайри решила напасть на шейха ханбалитов Абу Джафара аль-Аббаси (ум. 1077) и наказать его. Сторонники Абу Джафара встретили нападавших и между ними началась потасовка, в ходе которой погиб один человек из толпы, некоторые получили ранения. Ашариты-шафииты воззвали к фатимидскому халифу аль-Мустансиру, желая этим опорочить аббасидского халифа, оказывавшего поддержку Абу Джафару, который тоже был из числа аббасидов. Опасаясь жалобы ашаритов к Низам аль-Мульку, халиф призвал стороны к примирению. Абу Джафар ответил, что никакого примирения с теми, кто считает их «неверными», быть не может. Ибн Касир и Ибн аль-Джаузи писали о том, что эта смута привела к заключению под стражу Абу Джафара и выдворению Ибн аль-Кушайри из Багдада. Ибн аль-Асир упомянул, что в результате фитны погибло около двадцати человек.
Ашаритами из числа шафиитов и ханафитов были устроены похожие гонения на известного ханбалита-суфия из Герата Абдуллаха аль-Ансари (1006—1089). Его обвиняли в том, что он муджассим (антропоморфист) и говорит о подобии Аллаха человеку, а в его михрабе водружён идол. Однажды аль-Ансари выдвинулся навстречу Низам аль-Мульку, среди войска которого были ашариты. И это было в то время, когда он вернулся из изгнания в Балхе. Ашариты решили подвергнуть допросу аль-Ансари на глазах у визиря, и, если бы он ответил так же, как отвечал у себя в Герате, то потерял бы уважение визиря, а если бы он ответил согласно убеждениям ашаритов, то опозорился бы в глазах своих последователей-ханбалитов. Один из ашаритов спросил у него: «Зачем ты проклинаешь Абуль-Хасана аль-Ашари?». После часа, проведённого аль-Ансари в раздумье, визирь приказал ему ответить наконец-то на вопрос. Тогда аль-Ансари ответил: «Я не знаком с аль-Ашари. Воистину, я проклинаю лишь того, кто не убеждён в том, что Аллах на небе и в том, что Коран — в мусхафе…» и т. д.
Нападки ханбалита Ибн Таймии (1263—1328) на калам и ашаритов в труде аль-Хамавийа аль-Кубра, показывают, что даже спустя продолжительное время противоречия между ханбалитами и ашаритами не исчезли.

### Отношения с суфиями
Ханбалиты критиковали суфизм за концепцию мистического познания (ма’рифа), которая расходилась с традиционалистскими представлениями о взаимоотношениях Бога и мира. Также объектом серьёзной критики ханбалитов, которые считали, что Коран и сунна доступны для изучения любого желающего, стали претензии многих суфиев на обладание «сокровенным знанием» (’илм аль-батин).
Ахмад ибн Ханбаль положил начало травле суфия аль-Мухасиби, который был обвинён в приверженности каламу. Аль-Мухасиби был вынужден бежать в Куфу и пробыл там до самой смерти Ибн Ханбаля.
Около половины книги Ибн аль-Джаузи «Тальбис Иблис» посвящено суфиям, которых он обвинял в отступлении от шариата. Особенно прославился своей критикой суфизма Ибн Таймия, осуждавший суфийскую практику достижения экстаза с помощью музыки и танцев, народные верования, посещения гробниц с подношениями, клятвы и обращения к святым. Представление западных исламоведов о суфизме как о явлении, чуждом для религии ислам, появилось благодаря знакомству с трудами Ибн аль-Джаузи и Ибн Таймии.
Некоторые исследователи отмечают, что принципиальных противоречий в области догматики между ранними суфиями и ханбалитами не было. Суфии высоко почитали основателя мазхаба Ахмада ибн Ханбаля. Так же как и суфии-эзотерики, ханбалиты придают большое значение «отрешению от мирского» (зухд).
Хоть ханбалиты-ваххабиты осуждали суфизм в том виде, который был распространён в Османской империи XVIII века, их учение не содержало открытых нападок на суфиев. Но для истинных ваххабитов, опирающихся на Коран, сунну и богословов первых трёх веков ислама, суфизм всё-таки был «новшеством» и самым смертным грехом.

### Отношения с шиитами
Ханбалиты и шииты относятся друг к другу с неприязнью (впрочем, такое же отношение к шиитам и у остальных суннитов). После прихода к власти Буидов, поддерживавших распространение шиизма, в Багдаде имели место многочисленные стычки между жителями ханбалитского квартала Баб аль-Басра и шиитского района Карх. Шиитским шейхом аль-Муфидом (ум. 1022) было написано несколько сочинений с критикой ханбалитов. Его пропаганда имамитства привела к столкновениям имамитов и ханбалитов, и власти были вынуждены выслать его из Багдада. Появившиеся в XVIII веке ханбалиты-ваххабиты громили шиитские святилища, а шиитов — жителей Восточной провинции и вовсе причисляли к немусульманам-зимми.

### Отношения с джариритами
Противоречия между ханбалитами и Ибн Джариром ат-Табари и его последователями возникли по двум причинам. Во-первых, ат-Табари не включил Ибн Ханбаля в свой труд «Ихтиляф аль-фукаха» («Разногласия факихов»), ибо считал его мухаддисом, но никак не факихом. Во-вторых, ханбалиты интерпретировали «достохвальное место» (макам махмуд) в тексте Корана (17:79) как указание на то, что пророк Мухаммед будет сидеть на троне Аллаха, с чем не согласился ат-Табари. Однажды в мечети ханбалиты спросили его об Ибн Ханбале, на что он упомянул об его «неисчислимых противоречиях», отказался признать хадис о сидении на троне и в стихотворной форме выразил свою позицию по этому поводу. Разъярённые ханбалиты стали бросать в него свои чернильницы, а когда ат-Табари укрылся в своём доме, забросали его камнями. В конфликт был вынужден вмешаться глава полиции Багдада Назук Абу Мансур (уб. 929). Вражда между ат-Табари и ханбалитами разгорелась настолько, что после его кончины в 923 году, он был тайно погребён ночью, чтобы не дать толпам ханбалитов сорвать похороны.

## Ханбалитское право
Хотя ханбалитский мазхаб оформился к началу XI века, обобщающие труды по ханбалитскому праву появились гораздо позднее. Главными источниками ханбалитского права являются Коран и сунна пророка Мухаммеда. Ханбалиты признали согласие общины (иджма), но ограничили его сподвижниками Мухаммада или первыми поколениями мусульман (саляф). Формально отрицая любые рациональные методы, они фактически узаконили применение суждения по аналогии (кияс). В отличие от ханафитов и шафиитов, которые больше придавали значение «духу» закона, ханбалиты, как и маликиты, старались следовать «букве» закона.